# Thakin Kodaw Hmaing

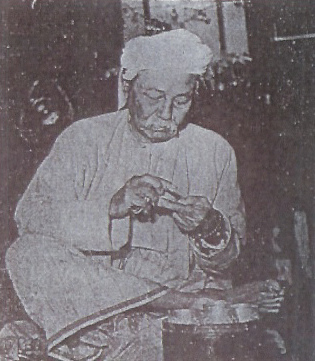
Thakin Kodaw Hmaing

Thakin Kodaw Hmaing (Birmaans သခင်ကိုယ်တော်မှိုင်း) (in Wale Village bij Pyay, 23 maart 1876 – Rangoon, 23 juli 1964) was een Birmees boeddhistisch dichter, toneelschrijver, schrijver en nationalistisch politicus.
De naam is samengesteld uit de eretitel Thakin en een aangenomen naam. Bij zijn geboorte heette hij Maung Lun. Hij werd ook wel "Sayagyi (grote leraar) Thakin Kodaw Hmaing" genoemd.

## Biografie
Hij wordt als een van de grote dichters van Birma geëerd en was daarnaast een belangrijk politiek leider. Deze "vader van het Birmese nationalisme" heeft grote invloed gehad, een invloed die nog steeds merkbaar is. Na de onafhankelijkheid van Birma zette Thakin Kodaw Hmaing zich in voor vrede in het door gewapende conflicten verscheurde land. Op internationaal niveau was hij actief in de vredesbeweging en nam deel aan de pro-Sovjet Wereldvredesraad.
In 1955 ontving Thakin Kodaw Hmaing de Stalin Vredesprijs. In 1960 ontving hij een eredoctoraat van de Universiteit van Hamburg.
Na zijn overlijden werd Thakin Kodaw Hmaing gecremeerd. Zijn as wordt bewaard in een mausoleum.

## Herinneringen
Anna Allott noemde hem in haar Far Eastern Literature in the 20th.Century (pp. 5–6) "een man met veel talenten, een ware boeddhist en fier patriot, dichter en toneelschrijver, historicus en leraar, vernieuwer en satiricus. Thankin Kodaw Hmaing is met afstand de meest vereerde literaire figuur in het moderne Birma".